# Klee (Band)
Klee ist eine deutschsprachige Popband aus Köln.

## Geschichte

### Vorgeschichte

#### Band Ralley
Im März 1997 veröffentlichten Suzie Kerstgens (Gesang), Tom Deininger (Gitarre), Sten Servaes (Schlagzeug) und Michael Zscharnack (Bass) ihr erstes Album Ralley unter dem Bandnamen Ralley. Im Frühjahr 1999 folgte das zweite Album 1,2,3,4. Kurze Zeit später ereignete sich auf der Rückfahrt von einem Videodreh auf regennasser Autobahn in Belgien ein Autounfall, bei dem die Insassen, mit Ausnahme von Suzie Kerstgens, schwer verletzt wurden. Es dauerte drei Jahre bis zur Genesung und zur Wiederaufnahme der Bandarbeit.

#### Band Klee
Im Zuge des Neuanfangs im Jahr 2002 benannte sich die Band in Klee um.
Die Namensgebung war nach Aussage von Suzie Kerstgens durch die Werke Paul Klees inspiriert, sie nimmt aber auch Bezug auf das Kleeblatt als Glückssymbol. Mit der Umbenennung vollzog sich auch ein Stilwandel vom Gitarrenpop zum Elektropop. Seit dem Album Jelängerjelieber und insbesondere bei den Live-Auftritten, wo die Band um Gitarre, Bass und Schlagzeug verstärkt wird, treten auch Elemente des Rock in den Vordergrund, wogegen die folgenden Alben auch Bezüge zum Chanson aufweisen.

### Entwicklung
2002 wurde der Song Erinner dich aus dem ersten Klee-Album Unverwundbar veröffentlicht. Mit Platz 94 blieb er eine Woche in den Top 100. Im Oktober 2004 erschien das zweite Album Jelängerjelieber. Mit der ersten Singleauskopplung 2 Fragen schaffte es Klee in die Rotationen der TV- und Radiosender. Bei Sarah Kuttner – Die Show stellten sie im November 2004 ihren Song Gold vor größerem TV-Publikum vor. Beim Bundesvision Song Contest im Februar 2005 traten sie mit Gold für das Saarland an und kamen auf Platz 10. Die nächste Auskopplung Tausendfach war eine Woche in den Top100 platziert (Platz 85).
Die Single Gold war bis zum Erscheinen der Single Zwei Herzen (2008) der größte Hit von Klee. Gold erreichte Platz 54 der Top 100 und war insgesamt neun Wochen platziert.
Das Album Jelängerjelieber ist im Juli 2006 unter dem Titel Honeysuckle auch in den USA erschienen. Für diese Veröffentlichung wurden die drei Songs Für alle, die (This is for Everyone), Tausendfach (A thousand ways) und Gold (Gold) in englischsprachigen Versionen aufgenommen. Weitere Bekanntheit erreichte das Album durch den Song 2 Fragen, der als Musik für dieGesellschafter.de-Spots, einer Initiative der Aktion Mensch, eingesetzt wurde.
Mit ihrem am 4. August 2006 erschienenen dritten Album Zwischen Himmel und Erde schaffte es Klee auf Platz 17 der Albumcharts. Die am 7. Juli 2006 erschienene Single Die Stadt (die erste Auskopplung) erreichte in der ersten Woche Platz 55. Mit der am 8. Dezember 2006 erschienenen „Deluxe Edition“ Zwischen Himmel und Erde wurde erstmals eine DVD veröffentlicht, die nahezu ein komplettes Klee-Konzert enthält. Es handelt sich um das Tourabschluss-Konzert 2006 vom 26. Oktober 2006 im Kölner Gloria-Theater. Am 27. April 2007 ist die dritte Auskopplung des Albums Zwischen Himmel und Erde erschienen: Dieser Fehler (Mix von JEO). Auf der Maxi-CD sind drei Songs in Fremdsprachen enthalten: Lichtstrahl auf Französisch, Tausendfach auf Englisch und Nicht immer aber jetzt auf Russisch.
Das Album Berge versetzen erschien am 1. August 2008. Die erste Single aus diesem Album heißt Zwei Herzen und wurde am 11. Juli 2008 veröffentlicht. Sie erreichte Platz 29 der Single-Charts. Die zweite Single aus dem gleichnamigen Album heißt Berge Versetzen und wurde am 31. Oktober 2008 veröffentlicht.
Am 16. Mai 2009 erschien die kostenlose CD Wir halten zusammen, die exklusiv für den Tag der Begegnung 2009 im Archäologischen Park Xanten, einem Integrationsfest für behinderte und nichtbehinderte Menschen, produziert wurde.
Am 26. August 2011 ist Aus lauter Liebe und damit das bisher fünfte Studioalbum der Band erschienen. Es stieg von 0 auf 6 in die deutschen Albumcharts ein. Die Deluxe-Edition des Albums enthält eine zusätzliche DVD mit einem vor Publikum live aufgezeichneten Akustik-Konzert. Als erste Single aus dem Album wurde am 5. August 2011 der Song Willst du bei mir bleiben ausgekoppelt, der von 0 auf 29 in die Single-Charts einstieg.
2015 veröffentlichte Klee das Konzeptalbum Hello Again mit Cover-Versionen von klassischen deutschen 70er-Schlagern und Party-Evergreens.
2021 erschien das 7. Klee-Album Trotzalledem.

## Liveauftritte
Das Spektrum reicht von Clubkonzerten über eigene Hallentouren, Support bei Bands wie z. B. The Wedding Present, Ich + Ich oder Nena bis hin zu Auftritten bei großen internationalen Festivals (Melt!, Gurtenfestival u. v. a.) und vielen Charity Konzerten (CSDs, Arsch huh, Zäng ussenander, LVR-Tag der Begegnung u. v. a.)
Die Band Klee hat in den letzten Jahren viele internationale Konzerte gespielt, so in Österreich, der Schweiz, Luxemburg, Türkei, Großbritannien, Russland und China.
Als Beispiele seien aufgeführt: anlässlich des 10-jährigen Jubiläums der Städtepartnerschaft Köln-Istanbul wurde Klee nach Istanbul eingeladen und gab in der Nacht des 1. und 2. Juni 2007 im Babylon-Club (Stadtteil Beyoglu) ein Konzert.
Nach diversen Festivalauftritten im Sommer 2008 fand im Oktober/November 2008 eine ausgedehnte Hallentour durch Deutschland, Österreich und der Schweiz statt.
2009 absolvierte die Band einen Auftritt im russischen Kasan sowie zwei erfolgreiche Tourneen durch China, wo sie in Wuhan, Chongqing, Shenyang und Peking vor bis zu 30.000 Zuschauern spielte.
Die Tournee zum Album Aus lauter Liebe begann am 14. Oktober 2011 und endete am 4. November 2011. Der zweite Tourteil begann am 11. Mai 2012 und endete am 19. Mai 2012. Bei dieser Tour wurden insbesondere akustische Instrumentierungen, unter anderem mit einer Mandoline, umgesetzt. Diese Tour wurde mit dem Titel Aus leiser Liebe bezeichnet.

## Lieder
Alle Lieder wurden von Tom Deininger, Suzie Kerstgens und Sten Servaes geschrieben und einige Songtexte in Zusammenarbeit mit Tom Liwa kreiert. Die Liedtexte der Alben zeigen eine große Bandbreite menschlicher Gefühle und spiegeln diese in poetischer Form. Die Lebensbejahung ist ein Tenor aller Alben (Für alle, die, Liebe mich Leben, Nicht immer aber Jetzt, Nimm Dein Leben in die Hand) und sie beinhalten Songs, die Mut machen (2 Fragen, Ich lass ein Licht an für Dich, Mein Vertrauen, Stell Dir vor).
Das Thema Liebe durchzieht sämtliche Veröffentlichungen. Sei es als romantisierende Ode an deren heilende Kraft (Gold, Weil es Liebe ist, Du und ich, Außer Atem, Willst Du bei mir bleiben) oder als tröstende Hilfestellung im Umgang mit Abschied, Schmerz und Tod (Wunschfrei, Am Ende der Liebe, Berge versetzen, Adieu). Die Vielfalt der Themen bezieht sich immer auf Momente des Zusammenlebens. In den Songs werden die zwei Ebenen des menschlichen Erlebens verknüpft: die realen Gegebenheiten und die irrealen Träume, Wünsche und Sehnsüchte.

## Instrumentierung
In Bezug auf die Instrumentierung hat sich die Band kontinuierlich weiterentwickelt. Das erste Album Unverwundbar entstand nahezu ausschließlich am Computer und ist der elektronischen Popmusik zuzurechnen. Beim Nachfolgealbum Jelängerjelieber wurde die Instrumentierung deutlich erweitert: Gitarre, Schlagzeug, Bass und Rhodes erhielten sowohl auf dem Studioalbum als auch bei Liveauftritten deutliches Gewicht. Beim dritten Album Zwischen Himmel und Erde, das eher dem Genre Gitarrenpop zuzurechnen ist, wurden erstmals Streicherarrangements integriert, da auch die Texte balladesker sind. Diese Arrangements wurden beim vierten Album Berge Versetzen noch opulenter umgesetzt. Das Album Aus lauter Liebe zeigt eine Hinwendung zum Chanson und eine deutliche Erweiterung der Instrumentierung beispielsweise um Cello, Waldhorn, Banjo, Akkordeon, Doppelschlagzeug und Mandoline. Das Album Aus lauter Liebe wurde erstmals in Zusammenarbeit mit Olaf Opal und Jochen Naaf produziert.

## Diskografie
Studioalben

| Jahr | Titel                                                     | Höchstplatzierung, Gesamtwochen, AuszeichnungChartplatzierungen (Jahr, Titel, Platzierungen, Wochen, Auszeichnungen, Anmerkungen) | Höchstplatzierung, Gesamtwochen, AuszeichnungChartplatzierungen (Jahr, Titel, Platzierungen, Wochen, Auszeichnungen, Anmerkungen) | Höchstplatzierung, Gesamtwochen, AuszeichnungChartplatzierungen (Jahr, Titel, Platzierungen, Wochen, Auszeichnungen, Anmerkungen) | Anmerkungen                           |
| Jahr | Titel                                                     | DE | AT | CH | Anmerkungen                           |
| ---- | --------------------------------------------------------- | --- | --- | --- | ------------------------------------- |
| 1997 | Ralley                                                    | — | — | — | Erstveröffentlichung: 25. August 1997 |
| 1999 | 1,2,3,4                                                   | — | — | — | Erstveröffentlichung: 8. März 1999    |
| 2003 | Unverwundbar                                              | — | — | — | Erstveröffentlichung: 16. Juni 2003   |
| 2004 | Jelängerjelieber / Honeysuckle (US-amerikanische Version) | DE75 (2 Wo.)DE | — | — | Erstveröffentlichung: 23. Juli 2004   |
| 2006 | Zwischen Himmel und Erde                                  | DE17 (7 Wo.)DE | AT68 (1 Wo.)AT | — | Erstveröffentlichung: 23. Juli 2006   |
| 2008 | Berge versetzen                                           | DE15 (7 Wo.)DE | AT72 (1 Wo.)AT | — | Erstveröffentlichung: 1. August 2008  |
| 2011 | Aus lauter Liebe                                          | DE6 (5 Wo.)DE | — | — | Erstveröffentlichung: 26. August 2011 |
| 2015 | Hello Again                                               | DE23 (3 Wo.)DE | AT67 (1 Wo.)AT | — | Erstveröffentlichung: 14. August 2015 |
| 2021 | Trotzalledem                                              | DE26 (1 Wo.)DE | — | — | Erstveröffentlichung: 30. April 2021  |

## Auszeichnungen
2023 wurde der Band der Hauptpreis des Holger-Czukay-Preis für Popmusik der Stadt Köln zuerkannt, der am 21. November 2023 überreicht wurde.